# Isabelle Strunc

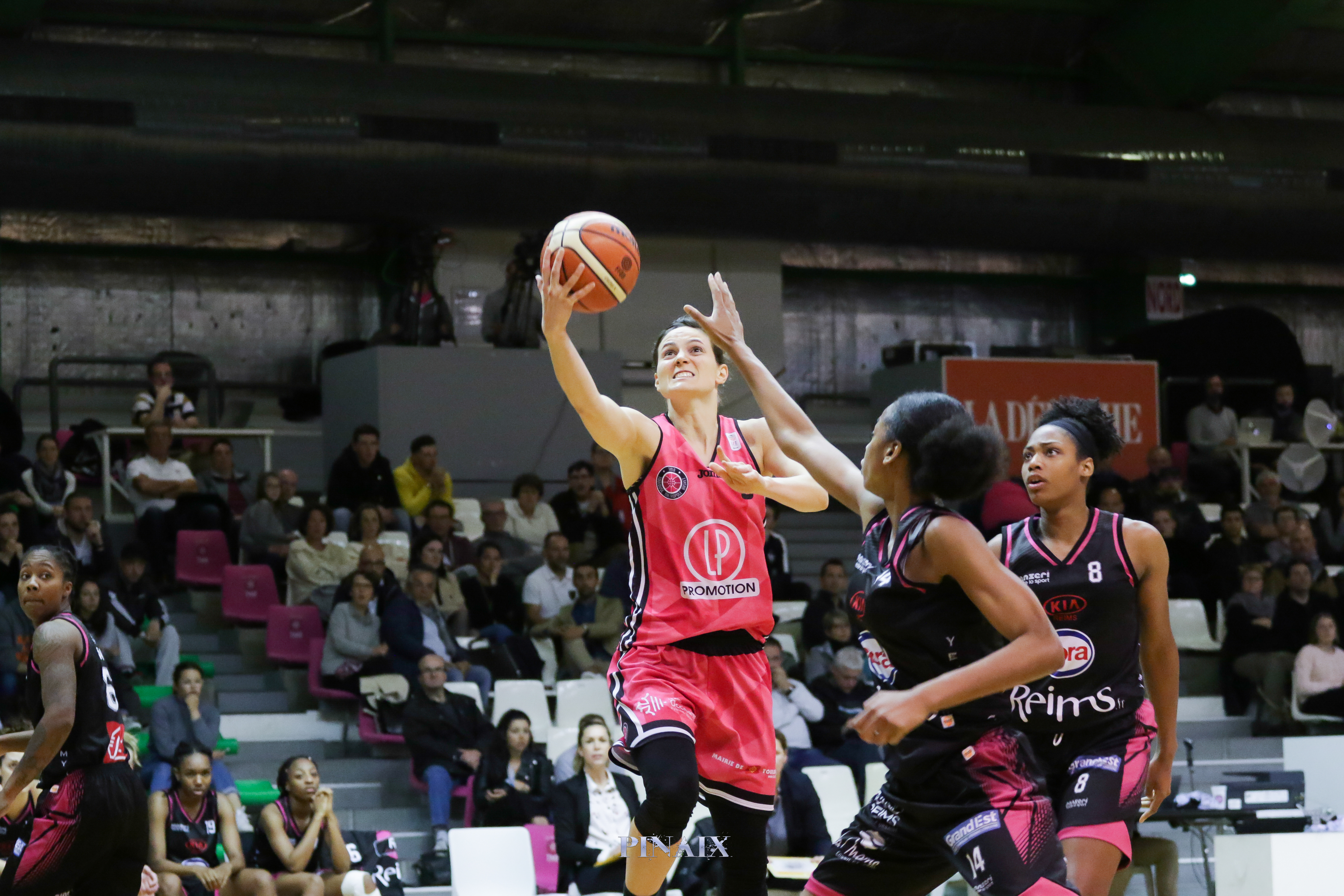
Isabelle Strunc lors des playoffs LF2 2018

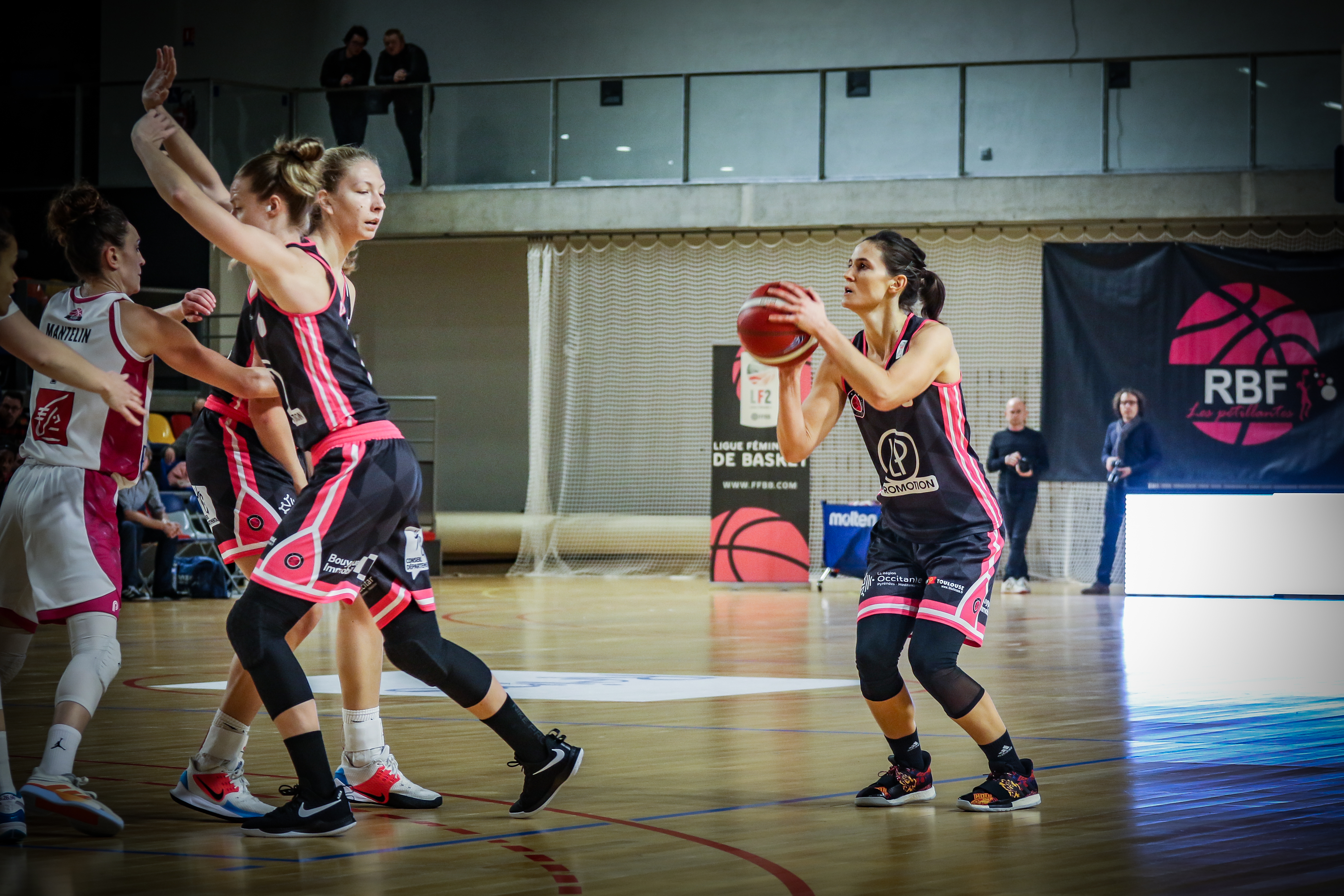
Isabelle Strunc lors de la saison 2019/2020 de LF2

Isabelle Strunc (née le 8 mars 1991 à Roubaix) est une joueuse de basket-ball française évoluant au poste d’arrière.

## Biographie

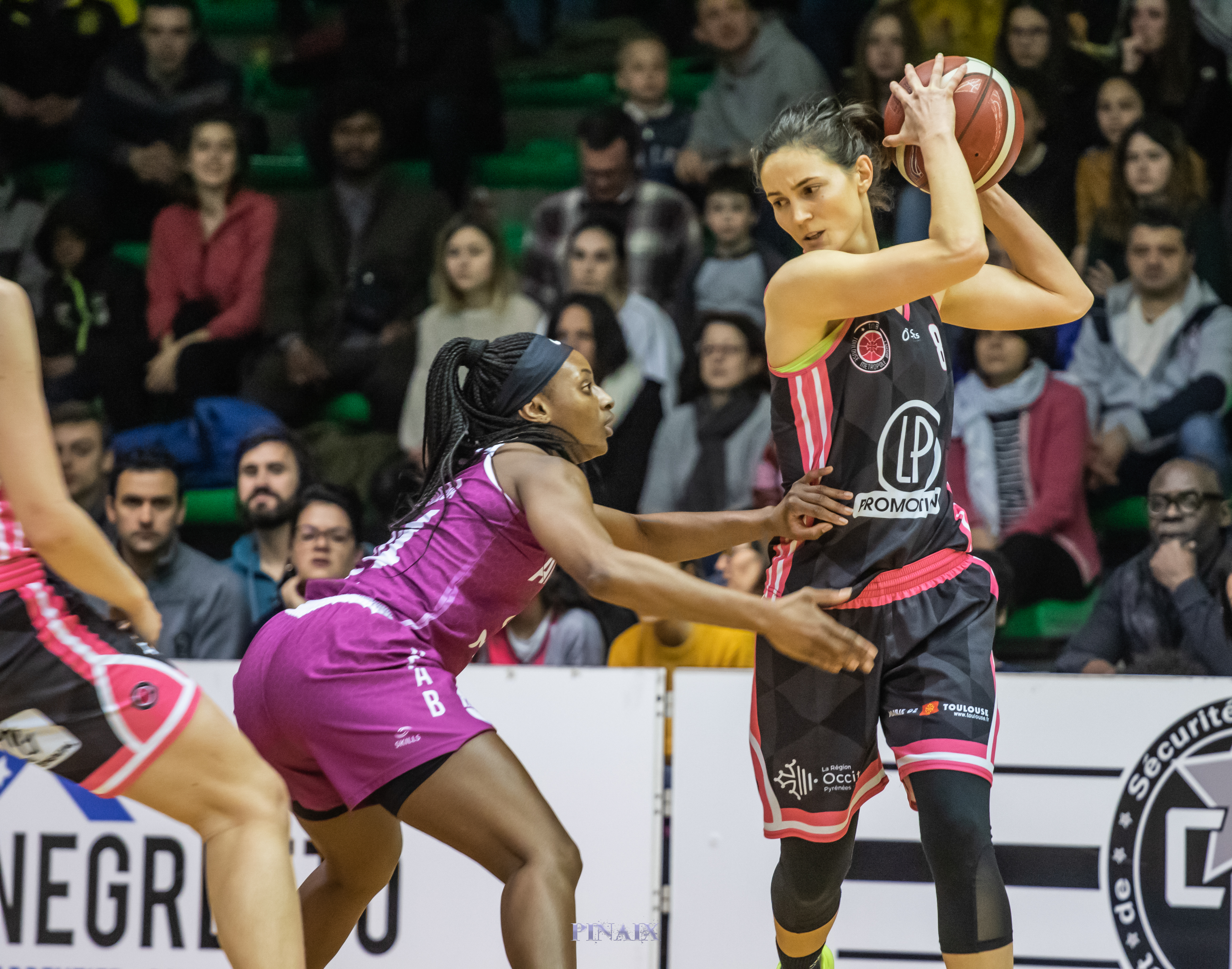
Isabelle Strunc face à Touty Gandega

Sélectionnée dans toutes les équipes de France jeune U16, U18 deux fois, U19 pour un championnat du monde en Thaïlande, et U20 ou elle marque le panier décisif qui offre la 5e place à la France.
Elle figure dans la présélection de l'équipe de France pour l'Euro 2013.
Après la rétrogradation de Perpignan où elle a été championne de France LF2 et demi finaliste en LFB, elle rejoint le club australien des Canberra Capitals avec son ancienne équipière Abby Bishop,. À cause d'une blessure à l'épaule, son influence n'est pas celle espérée avec 4,2 points et 1,2 rebond de moyenne en 12 minutes, d'où son retour en France pour 2014-2015 en Ligue 2 au Cavigal Nice Basket 06 où elle réussit quelques jolies performances comme les 28 points (avec 6 tirs réussis sur 9 à trois points) marqués face à Limoges. Nice termine la saison régulière en tête et organise le Final Four, qu'il remporte face à Roche Vendée (67-57) et gagne son retour en Ligue féminine de basket une année après l'avoir quittée. Après quatre saisons à Nice, elle signé durant l'été 2018 pour le club de Toulouse en Ligue 2.
Après cinq saisons dans la ville rose, elle s’engage au Tarbes Gespe Bigorre où elle retrouve son entraîneur à Perpignan, François Gomez.
Le 22 mai 2025, elle s'engage pour les Flammes Carolo.

## Clubs
| Saisons   | Équipe                                | Pays      |
| 2000-2006 | Wasquehal                             | France    |
| 2006-2009 | Centre fédéral                        | France    |
| 2009-2011 | Pays d'Aix Basket 13                  | France    |
| 2011-2013 | Basket Catalan Perpignan Méditerranée | France    |
| 2013-2014 | Canberra Capitals                     | Australie |
| 2014-2018 | Cavigal Nice Basket 06                | France    |
| 2018-2024 | Toulouse Métropole Basket             | France    |
| 2024-2025 | Tarbes Gespe Bigorre                  | France    |
| 2025-     | Flammes Carolo basket                 | France    |

## Palmarès
- Championne de France LF2 en 2012, 2015[8] et 2022.
- Challenge Round LFB 2016[12].
- First Pick All Star Ligue Féminine de Basket 2 2023-2024

## Équipe de France
- 5e place au championnat d'Europe avec l'équipe de France espoirs[2]
- Médaillée d’argent à l’Euro Juniors en 2009
- Championne d’Europe Cadettes en 2005